# Andreaskapelle (Wien)

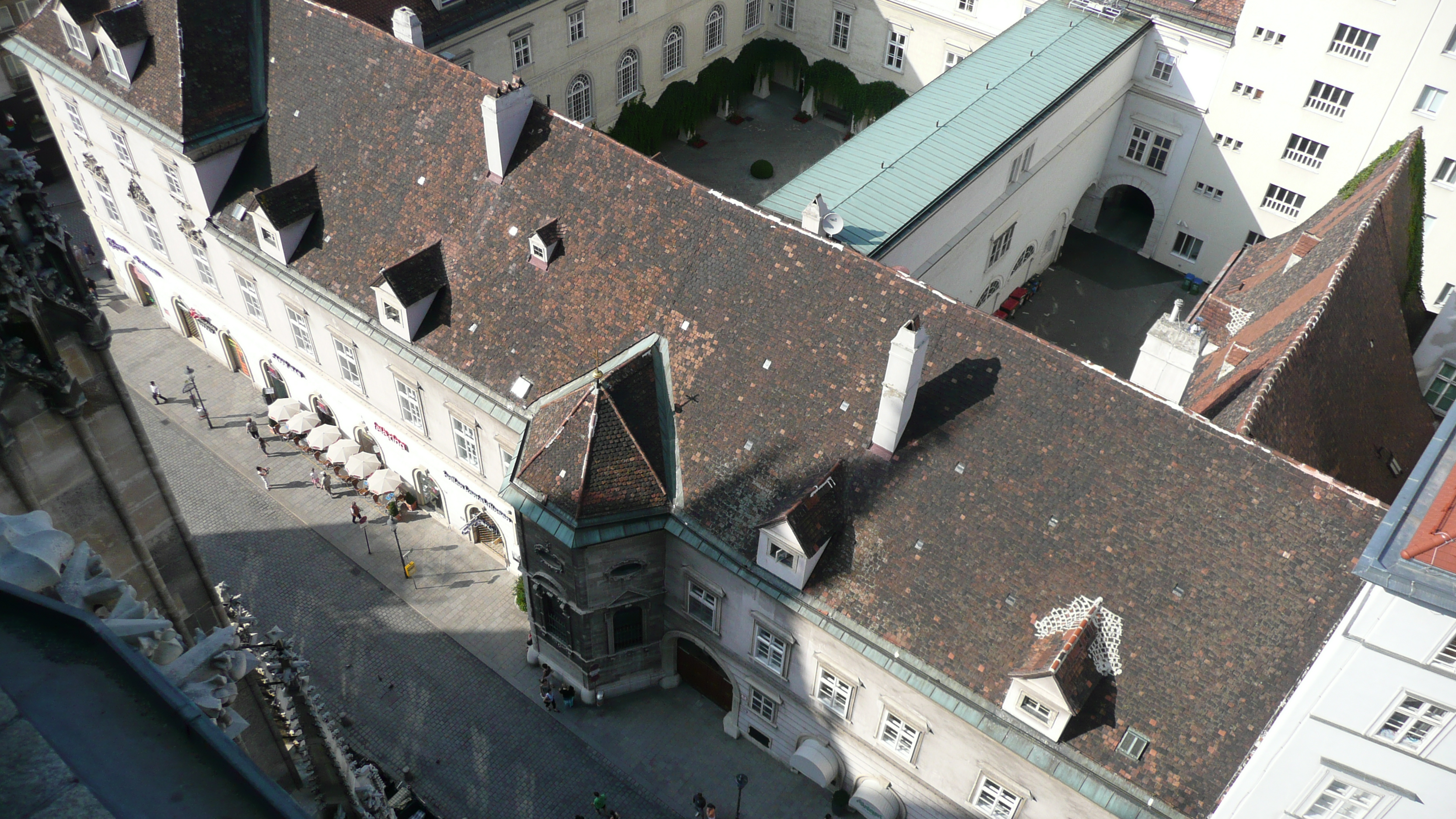
Im Vordergrund die Andreaskapelle am Erzbischöflichen Palais, gesehen vom Stephansdom

Die Andreaskapelle (auch Andreaskapelle im Erzbischöflichen Palais) ist eine kleine römisch-katholische Kirche in der Wiener Innenstadt. Sie geht auf einen Erstbau im 13. Jahrhundert zurück. Das jetzige Gebäude wurde im 17. Jahrhundert errichtet, danach häufig umgestaltet und ist dem heiligen Andreas gewidmet. Die Kapelle gehört zur Erzdiözese Wien und steht zusammen mit dem Erzbischöflichen Palais unter Denkmalschutz.

## Lage
Der Eingang zur Andreaskapelle befindet sich in der Rotenturmstraße 2 in Wien auf dem Hof des Bischofspalais. Die Kapelle wurde dem Erzbischöflichen Palais eingefügt, und ihr Chorraum ist über die Palastfassade hinaus vorgebaut.

## Baugeschichte

### Kapellen für die Wiener Erzbischöfe
Ein historisches Dokument aus dem Jahr 1267 belegt das Vorhandensein einer Kapelle an der Stelle des heutigen erzbischöflichen Palais‘. Sie entstand, weil der Pfarrer von Wien, Magister Gerhard von Siebenbürgen, den Bau einer eigenen Kapelle veranlasst hatte; der Pfarrhof von St. Stephan war bis dahin häufig das Opfer von Bränden. Zuerst erhielt das steinerne Bauwerk im frühgotischen Stil die Bezeichnung Achatiuskapelle nach dem Märtyrer Achatius mit seinen Nothelfern. Sie änderte ihren Status, nachdem die Pfarre St. Stephan im Jahr 1365 zur Propstei geworden war.
1469 entstand für den Bischof aus Anlass der Errichtung des Bistums Wien auf dem Gelände eine zweite Kapelle, die Mariä Himmelfahrt und dem Hl. Andreas geweiht wurde. Diese wurde bei einem Stadtbrand im Jahr 1627 weitestgehend vernichtet.

### Umbau und Renovierungen

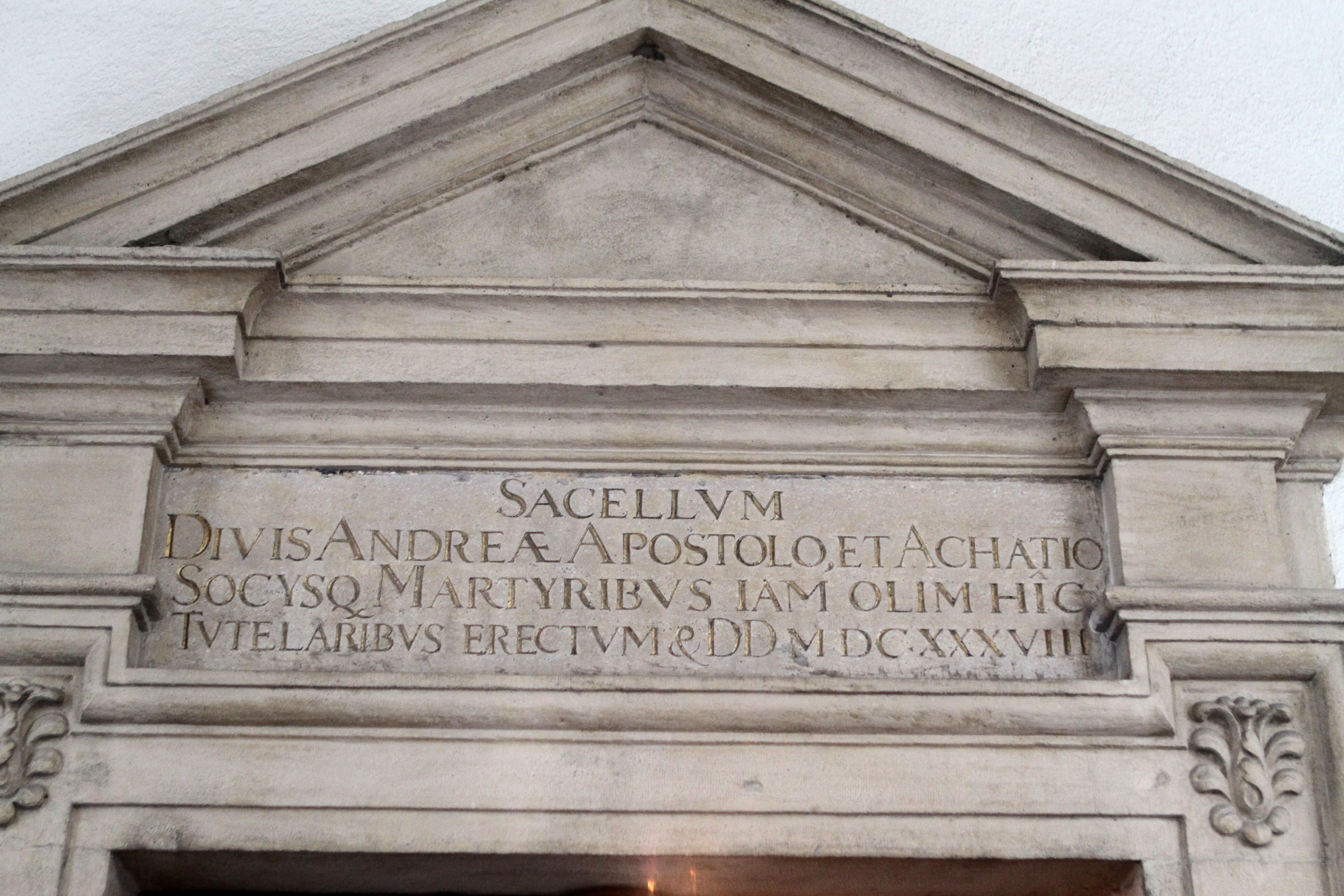
Lateinische Inschrift über dem Kapelleneingang

Um 1631 wurde unter Bischof Anton Wolfrath der inzwischen baufällige Bischofshof von Grund auf neu gebaut. Die Reste der Andreaskapelle wurden abgetragen und ihr Patrozinium ging auf die Achatiuskapelle über. Diese Entwicklung belegt die Inschrift über dem Kapelleneingang: „Kapelle des heiligen Apostels Andreas, des heiligen Märtyrers Achatius und seiner Gefährten, schon früher hier Schutzpatrone, errichtet und geweiht 1638“. (Dieses Jahr gilt seither als Gründungsdatum der Andreaskapelle.) Zugleich wurde das Innere der Kapelle frühbarock umgebaut.

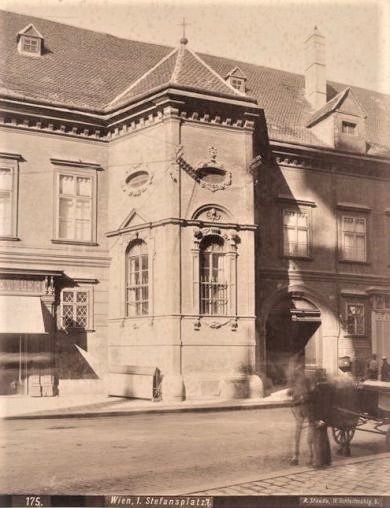
Andreaskapelle im Jahr 1898

Rund zweihundert Jahre später ließen die Erzbischöfe Vinzenz Eduard Milde (Amtszeit 1832–1853) und Anton Josef Kardinal Gruscha (Amtszeit 1890–1911) die Kapelle während ihrer Amtszeiten umfassend renovieren, was auf einer Gedenktafel im Inneren der Kapelle über dem Eingang dokumentiert ist.
Eine Liturgiereform in den 1970er Jahren führte zu einer bedeutenden Umgestaltung des Kapelleninneren unter Franz Kardinal König (1956–1985). Für einen neuen Volksaltar in Form eines einfachen hölzernen Tisches wurde der Apsiswand ein Altarretabel hinzugefügt, das dem spätgotischen Annenaltar (Jahr 1512) der Gruft der Hofkirche St. Augustin bereits im Jahr 1933 entnommen worden war. Zusätzlich wurde in die Apsiswand auch ein neuer Tabernakel aus Bronze eingebaut.

## Beschreibung und Architektur
Ab den späten 1980er Jahren gab es auf Veranlassung des Dombaumeisters Wolfgang Zehetner wiederum Umbauten, und einige Ausstattungselemente wurden gewechselt. Altar und Ambo wurden erneuert und am 15. November 1997 durch Erzbischof Christoph Kardinal Schönborn geweiht. Der Kunstschmied Kurt Stögerer fasste den Bronzetabernakel neu ein und versilberte ihn, womit das Andreaskreuz an den Tabernakeltüren besser zur Geltung kommen sollte.

### Außen
In einer Breite von zirka 20 Metern wurde dem westlichen Flügel des Erzbischofpalais’ die im gotischen Stil gehaltene Chorseite der Andreaskapelle eingepasst. Sie erhebt sich bis in Höhe des Palais‘. Der Eingang zur Kapelle befindet sich in der baulichen Mitte und ist nicht sonderlich auffällig geschmückt. Ein noch im 17. Jhd. auf Darstellungen des Palastes zu sehender Turm der Kapelle wurde Ende des 18. Jahrhunderts abgerissen.

### Innen

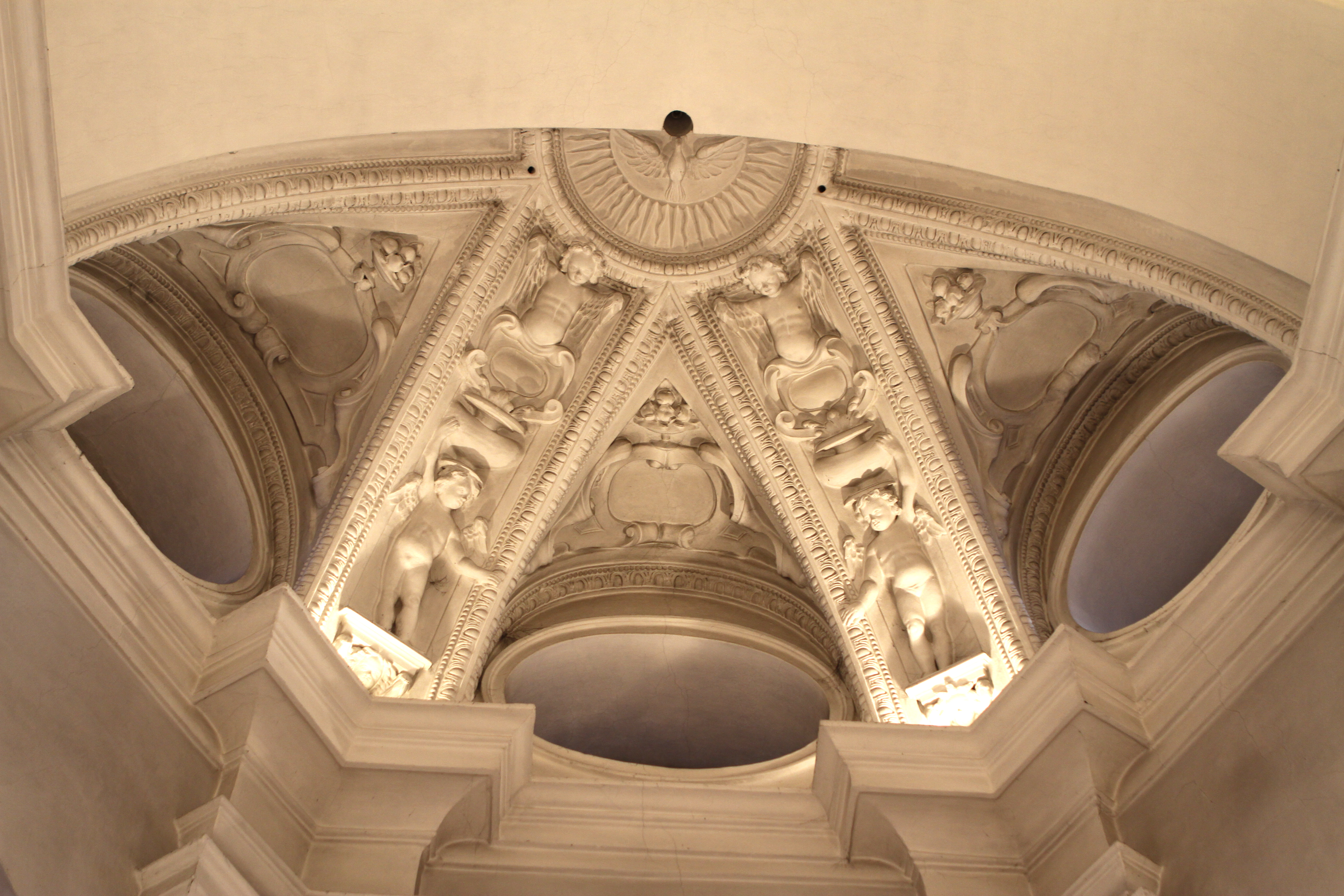
Apsiskuppel

Der kleine Andachtsraum in der Saalkirche wird von einer Halbkuppelhaube mit halbem Sechseckgrundriss überwölbt. In der Haube sind drei runde Fenster eingearbeitet und an den breiten Streben haben Steinmetze Putten herausgemeißelt. Im Zentrum dieser Apsis befindet sich die Darstellung des heiligen Geistes in Form einer Taube (siehe Foto).

## Ausstattung
Die folgende Bildergalerie macht die Ausstattungsdetails deutlich:

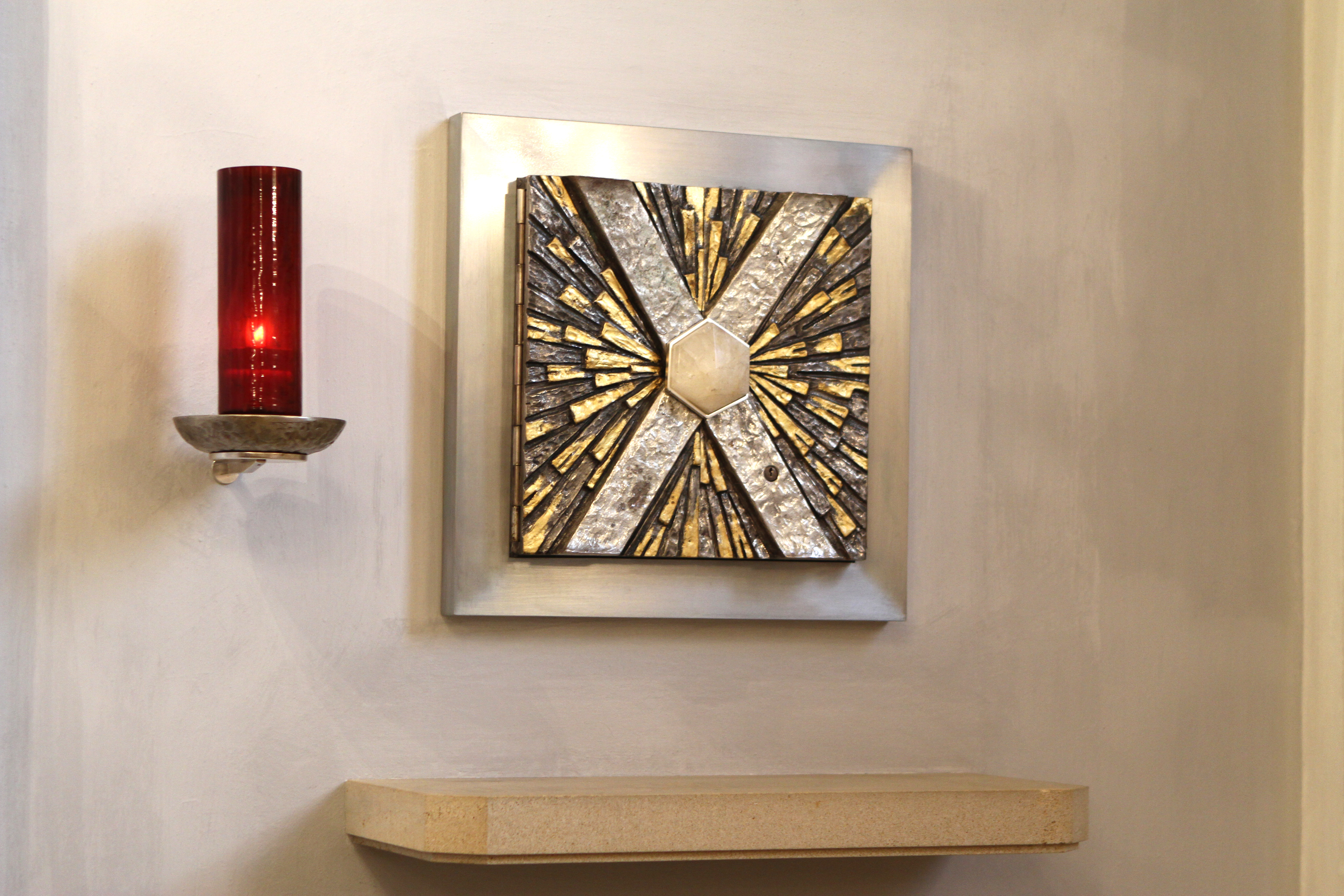
Tabernakeltür und „ewiges Licht“
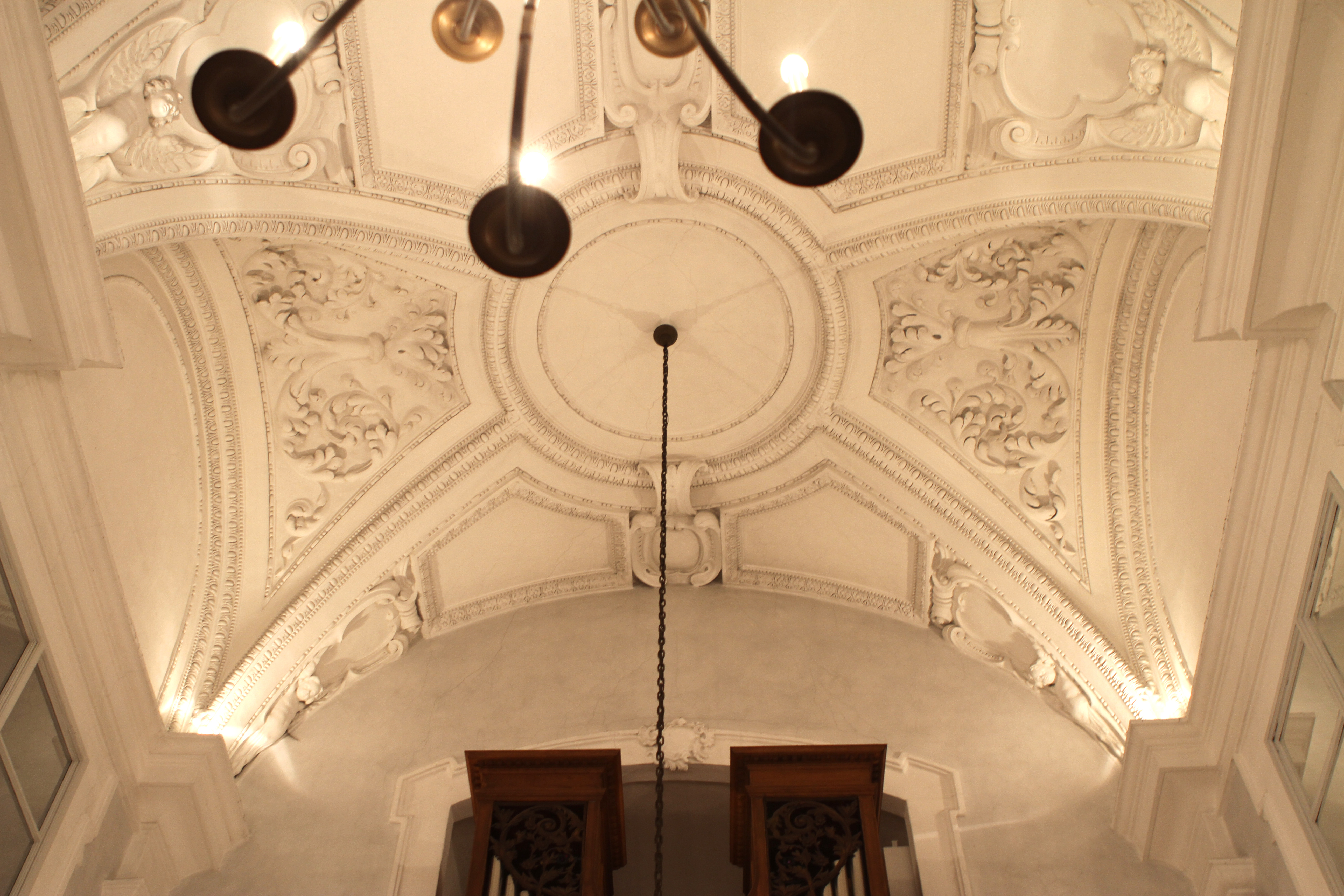
Stuckdecke im Kapellenraum, Ursprung 17. Jhd.
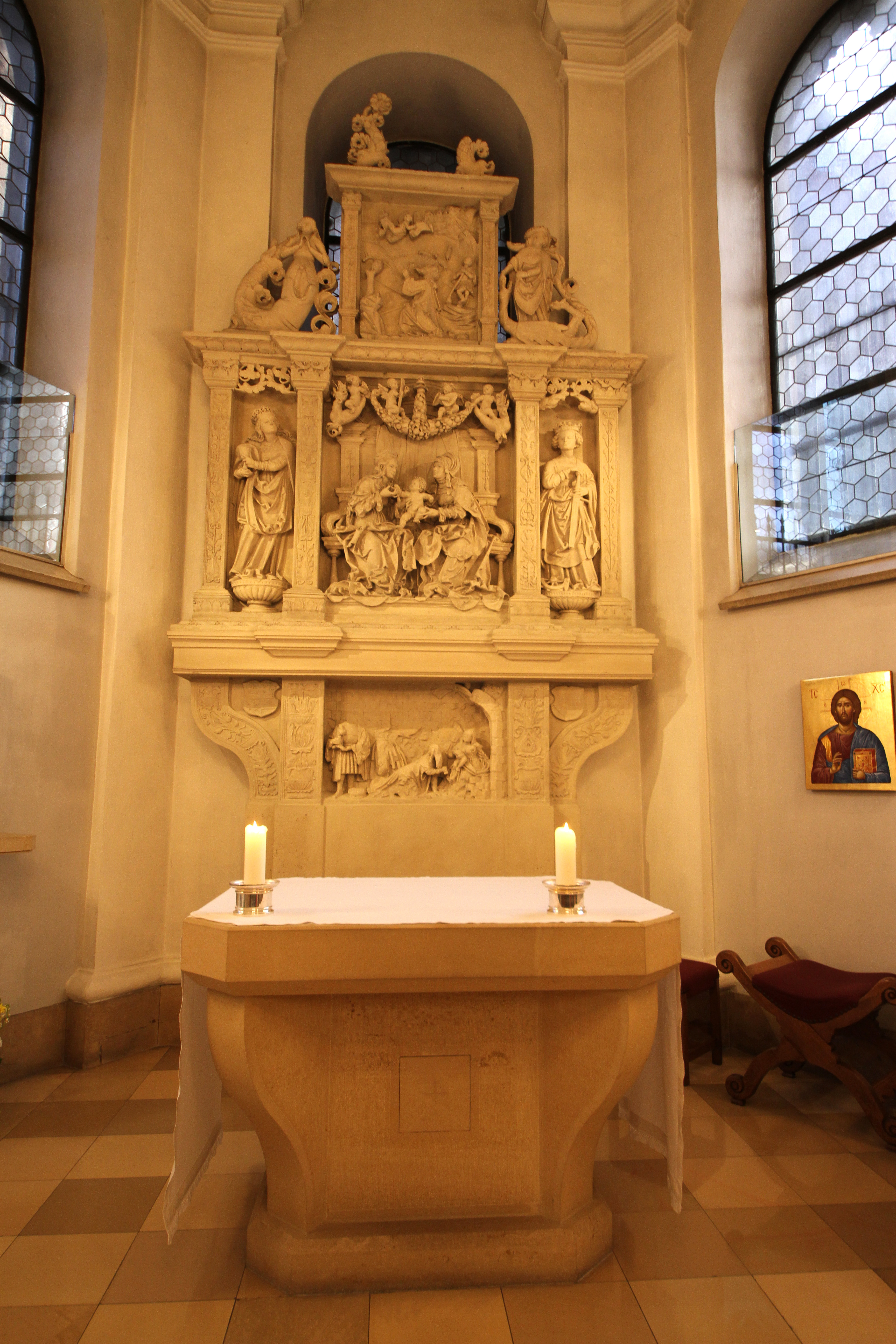
Altartisch und Predella
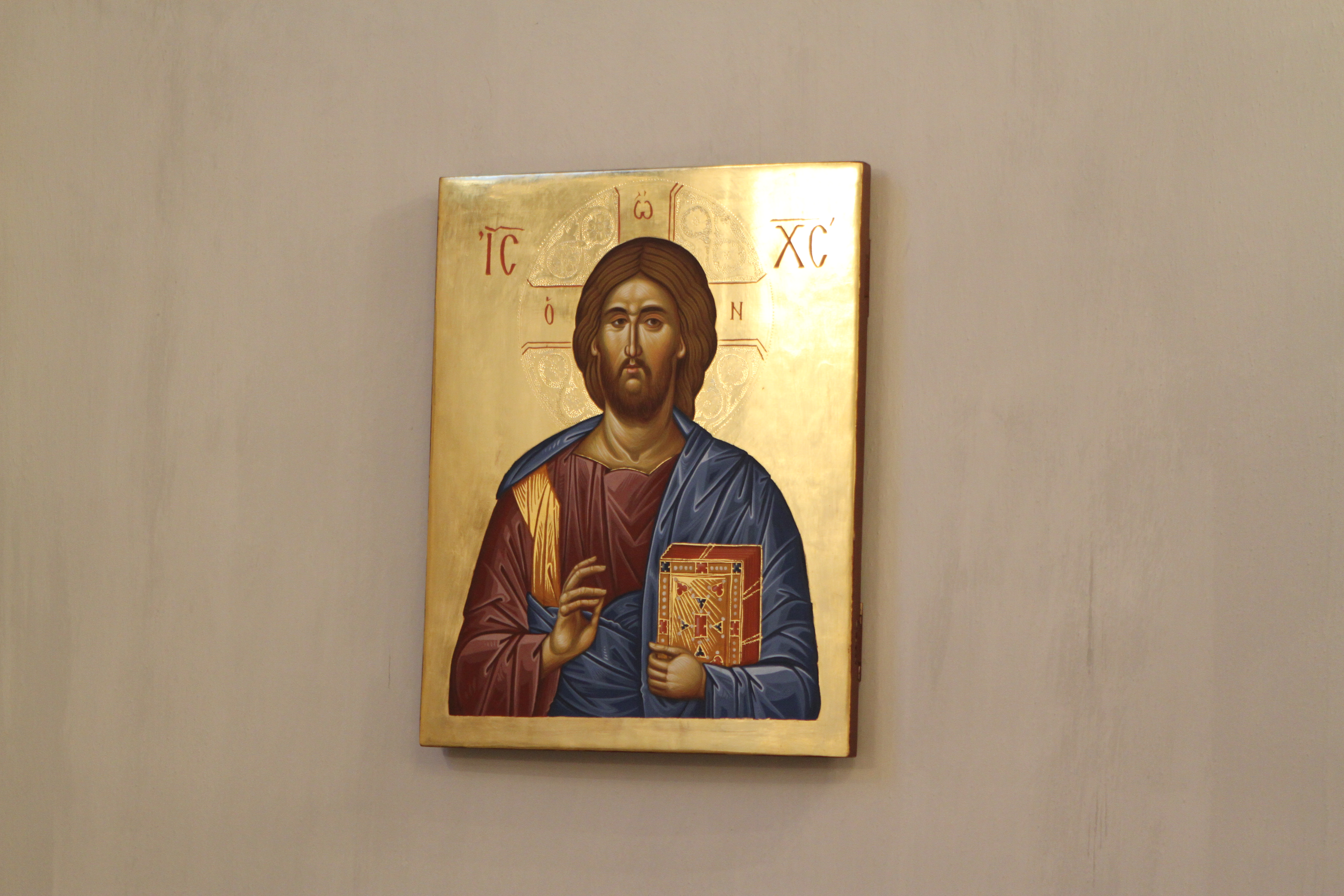
Wandbild in der Kapelle (Christus-Ikone)
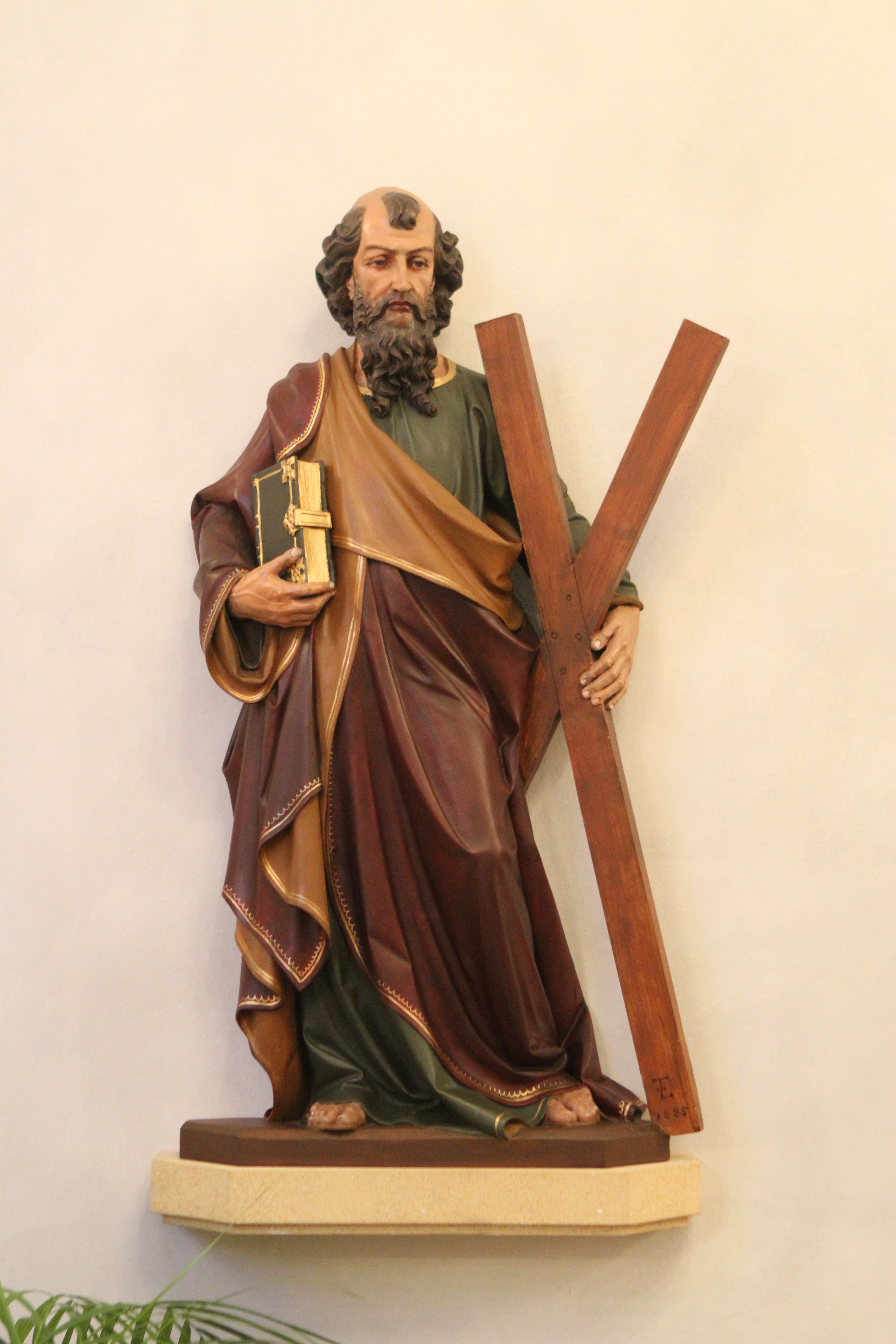
Kleine Plastik des Hl. Josef auf einer Wandkonsole, eine Kopie aus der Pfarrkirche Gallbrunn
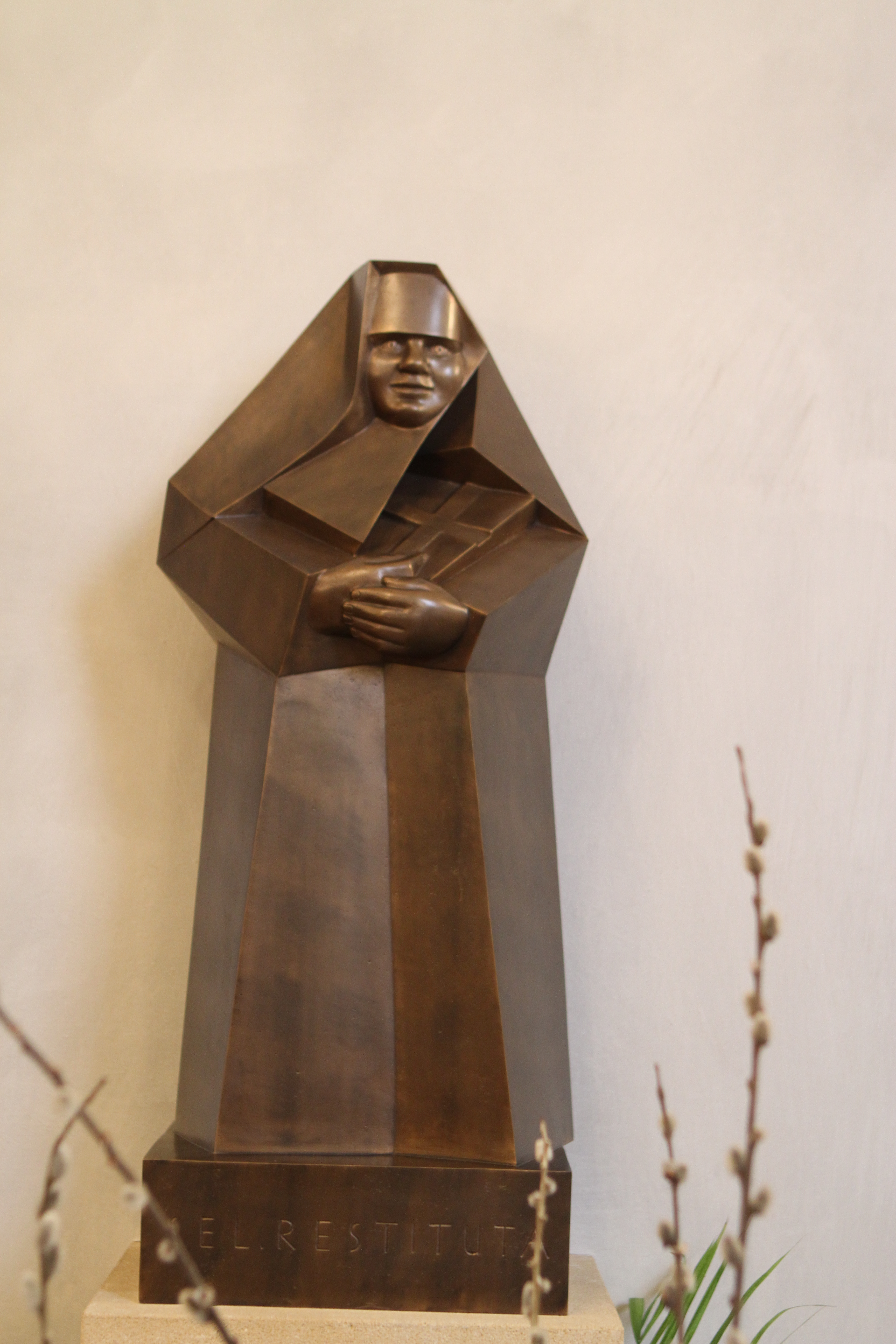
Statuette der Maria Restituta Kafka (in der NS-Zeit hingerichtet und 1998 wegen ihres Eintretens für Glaube und Menschenwürde vom Papst selig gesprochen); Künstler Oskar Höfinger

Mittelpunkt aller Andachten ist der Hochaltar in der Apsis, welcher der heiligen Anna geweiht ist. Er zeigt die Vision des Heiligen Joachim in der Wüste, die Heilige Margareta von Antiochien, Jona im Fischbauch, die Heilige Barbara, Anna Selbdritt und die Heilige Katharina von Alexandrien.
Als weitere Ausstattungselemente sind zu nennen: eine Statue des Apostels Andreas, gestaltet von Fritz Erler, bis um 1950 Zentrum eines Flügelaltars (der offenbar abgebaut wurde); ein Prozessionskreuz (als Leihgabe aus dem Stephansdom), die Christus-Ikone über der Sessio (die dem Kardinal Schönborn im Jahr 2010 bei einem Besuch der griechisch-orthodoxen Kirche in Hajdúdorog überreicht worden war).

## Orgel

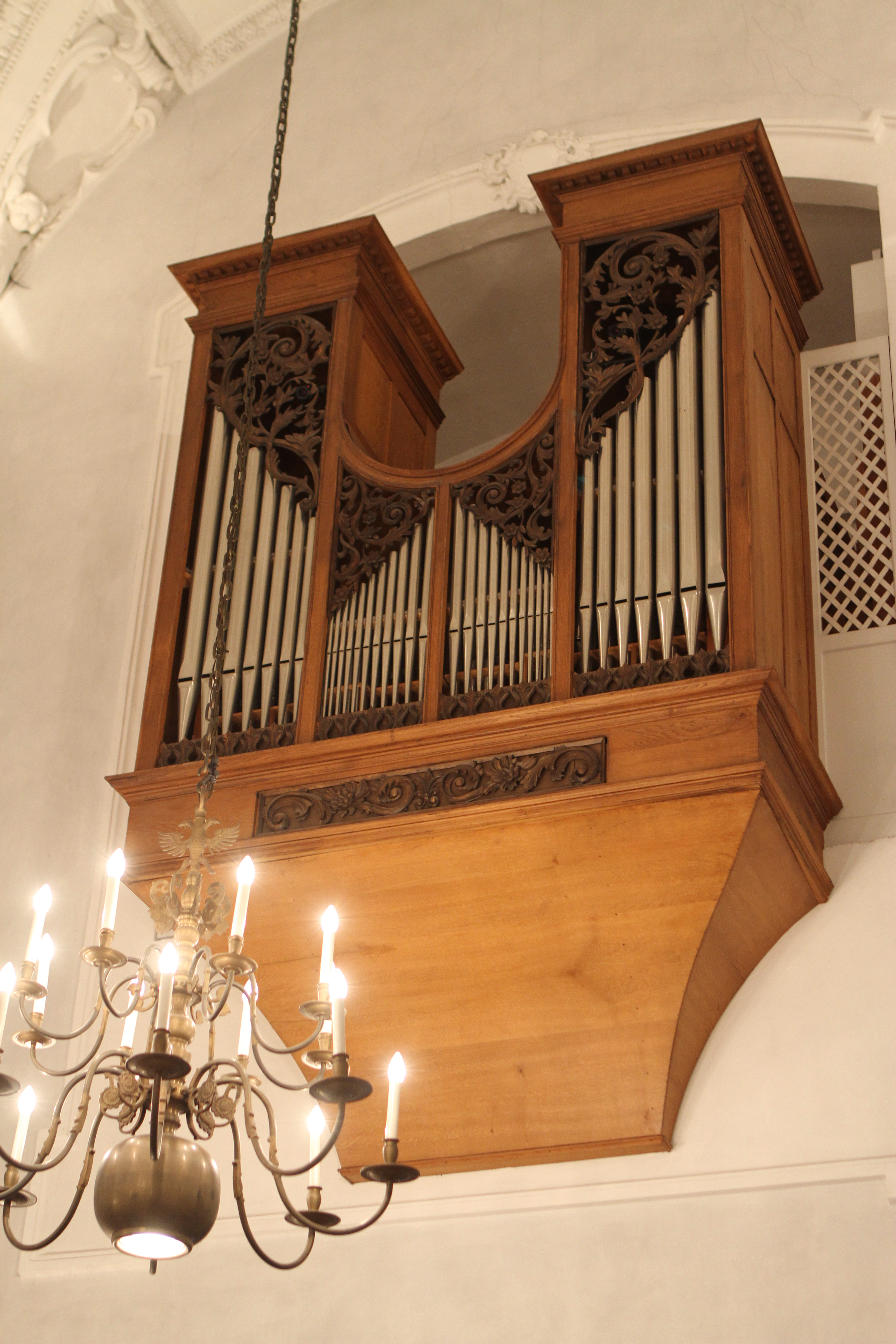
Orgel in der Kapelle, anno 2014

Das wegen ihrer Form Schwalbennestorgel genannte Instrument hat die niederösterreichische Orgelbaufirma Allgäuer im Jahr 1990 im Hauptraum installiert; bis dahin gab es keine Orgel in der Kapelle. Die Orgel mit 11 klingenden Registern stammt aus der Pfarrkirche Kranichberg. Ihr Prospekt hängt nun außen an der Balustrade einer kleinen Empore. Die Disposition lautet:
| I Manual C–f3 |        |     |
| Gedeckt       | 8′     | B/D |
| Spitzgamba    | 8′     | B/D |
| Principal     | 4′     |     |
| Flöte         | 4′     |     |
| Dulciana      | 4′     |     |
| Quinte        | 3′     | D   |
| Octav         | 2′     |     |
| Terz          | 1 3⁄5′ | B/D |
| Mixtur III    |        |     |

| Pedalwerk C–d1 |     |
| Subbass        | 16′ |
| Octavbass      | 08′ |

- Koppeln: Pedalkoppel
- Traktur: Schleifladen, vollmechanisch
- Schleifenteilungen kenntlich gemacht durch B/D (B = Basshälfte / D = Diskanthälfte)

## Sonstiges
- Das Österreichische Fernsehen (ORF) überträgt des Öfteren den Gottesdienst aus der Andreaskapelle.[5]

- In Wien, Adresse Herrengasse 1, gab es im Palais der adligen Familie Oettingen eine Kapelle gleichen Namens, die vom 13. bis zum Ende des 18. Jahrhunderts als Hauskapelle diente.[6]